# Agnese De Donato
Agnese De Donato, née à Bari le 7 janvier 1927 et morte à Rome le 5 mars 2017, était une photographe, journaliste et féministe italienne.

## Biographie
En 1957, avec Gina Severini (fille du peintre Gino Severini et épouse du sculpteur Nino Franchina), elle ouvre une librairie Al Ferro di Cavallo  Via Ripetta à Rome. Elles y accueillent des écrivains, poètes et journalistes. Elles exposent les œuvres de nombreux plasticiens comme Alberto Burri, Giuseppe Capogrossi, Gastone Novelli, Achille Perilli .
Après cette expérience de dix ans, rappelée dans le livre « Via Ripetta 67 », elle commence à travailler comme journaliste et photographe. Elle collabore avec de nombreux journaux avec des enquêtes, des interviews et des photographies de personnalités de la culture, de la politique et du divertissement.
À partir des années 1970, elle dirige un bureau de presse et gère les relations de presse pour diverses structures culturelles dont des compagnies théâtrales d'avant-garde.
En 1973, Daniela Colombo, Alma Sabatini, Gabriella Parca, Danielle TuroneLantin, Grazia Francescato, Adele Cambria, Lara Foletti et Agnese créent  Effe le premier magazine féministe en Italie. Elle intervient en tant que rédactrice et photographe. Ses photos sont adoptées par les féministes romaines.
En 2008, Elle publie " Cosa fa stasera?", un volume qui rassemble une sélection d'entretiens menés dans les années 70 et 80 avec des personnalités illustres dans le journal Paese Sera.
En 2015, elle participe au documentaire Swinging Roma du réalisateur Andrea Bettinetti, en tant que témoin de la scène artistique des années 1960 à Rome.

## Livres
- Agnese De Donato, "Via Ripetta 67", edizioni Dedalo, 2005
- Agnese De Donato, "Cosa fa stasera?", edizioni Dedalo, 2008